# Brug naar het Roesski-eiland

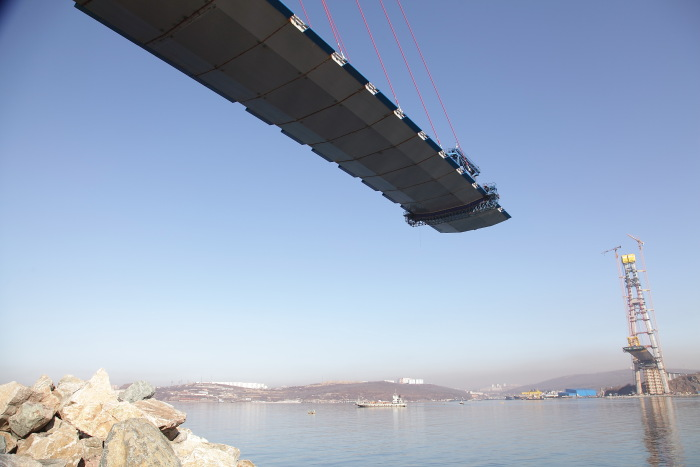
Brug in november 2011

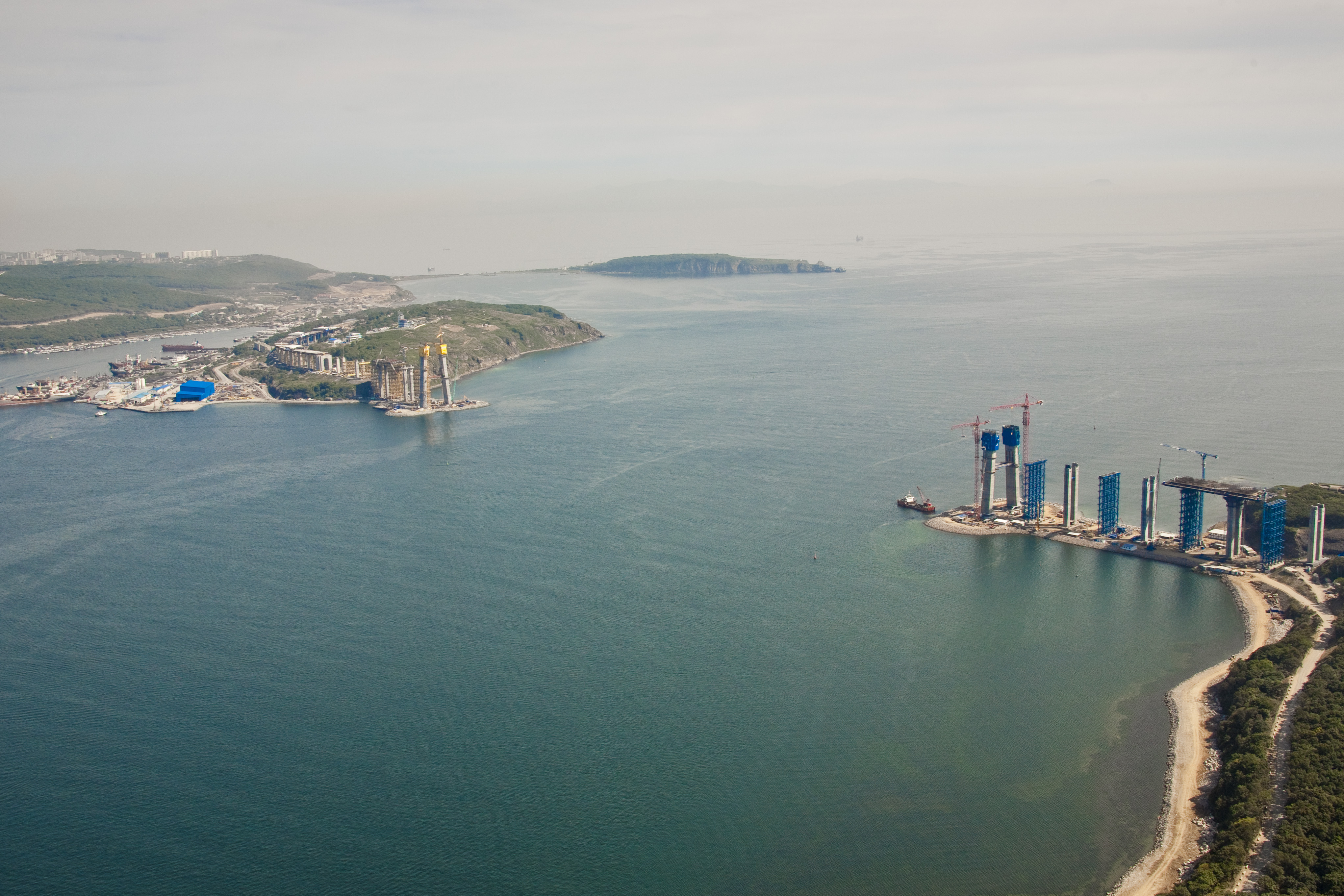
Brug in aanbouw over de Oostelijke Bosporus

De brug naar het Roesski-eiland (Russisch: Мост на остров Русский; Most na ostrov Roesski) is een Russische tuibrug over de Oostelijke Bosporus (in het Verre Oosten van Rusland) die het eiland Roesski verbindt met Vladivostok. Het is bij zijn plechtige opening door Dmitri Medvedev op 2 juli 2012 de langste tuibrug ter wereld.
Met een overspanningslengte van 1.104 meter heeft de brug een 16 m bredere centrale overspanning dan de vorige recordhouder, van 2008 tot juli 2012 de Chinese Sutongbrug. De totale lengte van de brug bedraagt 3.100 meter. De brug heeft twee pylonen van 320,9 m hoogte. De langste van de 168 spankabels zijn 579,83 m lang, de kortste 135,771 meter. De doorvaarthoogte is 70 meter. De 29,5 m brede brug heeft een wegdek van 23,8 m breed waarop 2x2 rijbanen zijn aangelegd die vanaf 1 augustus 2012 open zijn voor verkeer.
De bouwkosten liepen op tot 1,1 miljard dollar. De constructie moet aandacht besteden aan de mogelijke extreme weersomstandigheden van -40°C tot 40°C, stormwind tot 36 m/s (130 km/u), ijsvorming tot 70 cm dikte en golven tot 6 m hoog. De werken duurden 43 maanden, van december 2008 tot juli 2012. De brug was klaar voor de 24e bijeenkomst van de APEC die in september 2012 op het eiland Roesski heeft plaatsgevonden.